# Joaquim Nadal i Farreras
Joaquim Nadal i Farreras (Girona, 31 de gener de 1948) és un polític català i catedràtic d'història contemporània de la Universitat de Girona. El 1979 va esdevenir el primer alcalde gironí de la democràcia i va exercir el càrrec fins al 2002. Del 2003 al 2010 fou el conseller de Política Territorial i Obres Públiques de la Generalitat de Catalunya. Va ser conseller de Recerca i Universitats de la Generalitat de Catalunya del 10 d'octubre de 2022 al 12 d'agost de 2024.

## Presentació
Joaquim Nadal és considerat l'alcalde de la transformació de la Girona actual i de la seva projecció internacional. Nascut en una família de tradició catòlica, els seus pares pertanyien a l'Opus Dei. Joaquim era el gran de dotze germans. Va estudiar a Girona i també al col·legi del Collell. Va ser membre de l'escoltisme a l'A.E. Sant Narcís de Girona. Per cursar la carrera de Història es traslladà a Barcelona on va prendre contacte amb el Sindicat Democràtic d'Estudiants de la Universitat de Barcelona i també va ser delegat de curs. Es va llicenciar en Història (1970) i va fer els estudis de doctorat que varen culminar amb la tesi doctoral Comercio exterior y subdesarrollo. Las relaciones comerciales hispano-británicas, 1772-1914, defensada a la UB el 1975. Alguns dels seus germans també han tingut trajectòries públiques destacades, com Josep Maria Nadal i Farreras, rector de la Universitat de Girona des de la seva fundació el 1991 fins al 2002, Rafael Nadal i Farreras, director de El Periódico de Catalunya des del 2006 fins al 2010 o Manel Nadal i Farreras, vinculat com ell al Partit dels Socialistes de Catalunya, i que ha estat secretari de la mobilitat dins el departament de Política Territorial i Obres Públiques de la Generalitat. Joaquim Nadal va ser l'alcalde de Girona del 1979 al 2002. El 2003 va ser nomenat conseller de la Generalitat, càrrec que va exercir de 2003 a 2010. Igualment, Nadal és nebot del catedràtic d'història econòmica i antic director del Col·legi Universitari de Girona, Jordi Nadal i Oller

## Els anys a l'alcaldia de Girona (1979-2002)
Nadal va ser el primer alcalde gironí escollit democràticament després de la transició espanyola el 1979 encapçalant la llista com independent del Partit dels Socialistes de Catalunya (PSC-PSOE). S'afilià al PSC l'any 1981. Va ocupar el càrrec d'alcalde des del 19 d'abril de 1979 fins a la seva renúncia el 2002, quan el substituí Anna Pagans i Gruartmoner, del seu mateix partit polític. Durant la seva gestió com a alcalde de Girona, emprengué l'ambiciosa reforma del Barri Vell (1982), juntament amb la promoció de l'extint Call jueu gironí. Igualment, realitzà obres de millora de la trama urbana de l'Eixample, amplià la ciutat amb la creació d'extenses àrees urbanitzades d'habitatges unifamiliars i executà ampliacions i millores de les infraestructures de serveis socials la ciutat, intentant equilibrar les desigualtats entre els barris. Aportacions definitives van ser l'adquisició dels terrenys de Renfe i FEVE per esdevenir el Parc Central, l'acord de cessió dels terrenys de les Casernes a la ciutat, per construir-hi el nou parc del Migdia, i de l'antic convent de Sant Domènec que seria rehabilitat com a seu de la Facultat de Lletres de la UdG, No menys important va ser la creació de la xarxa de centres cívics i el bastiment d'infraestructures esportives, com el pavelló de Fontajau.
Una de les etapes més controvertides i polèmiques de Nadal va ser la construcció de la variant de la carretera N-II (actual A-2) pel paratge protegit (PEIN) de la Vall de Sant Daniel (peu de mont de les Gavarres). Els col·lectius i moviments per a la salvaguarda de la Vall de Sant Daniel van demanar en diverses ocasions la dimissió de Nadal i la promesa de l'alcalde «Si la variant passa per Sant Daniel, jo dimiteixo» va esdevenir un lema de les protestes contra la Variant i un tema recurrent en pancartes i octavetes. L'escalada de protestes i mobilitzacions contra Nadal que va viure Girona va tenir lloc entre 1988 i 1993. El 9 de maig el conflicte assolia el que probablement fos el seu moment de màxima tensió, quan Nadal fou increpat al ple municipal que va donar llum verda a la Variant. Els manifestants van obligar a interrompre en diverses ocasions la sessió amb insults i amenaces. La darrera manifestació més nombrosa contra la variant fou a la darreria de l'any 1990, amb més de 3.000 participants, quan les obres ja havien començat. La variant es va acabar construint, però no deixà de ser objecte de polèmica fins al mateix dia de la seva inauguració el 27 de març de 1993, quan una seixantena d'activistes van escridassar Nadal i el ministre Borrell, fet que va causar un cert rebombori mediàtic.
Al tombant dels anys 1990, Nadal va haver d'encarar un nou conflicte a Girona. El moviment ocupa vivia un moment d'auge i va inaugurar diversos Centres Socials Ocupats en un breu espai de temps. La màxima tensió entre l'ajuntament i els ocupes es va produir amb el desallotjament del centre ocupat Els Químics. Poc temps després, durant el discurs d'inauguració de la 45a exposició de Temps de Flors, els ocupes li van llançar un plat de nata a la cara en senyal de revenja. L'empastissada va tenir una certa repercussió a nivell local i estatal i l'endemà gairebé tots el mitjans de comunicació ho destacaven, deixant en segon pla la mostra de flors.
Essent alcalde de Girona, Nadal ocupà també la presidència de la Federació de Municipis de Catalunya (1981-1995) i un escó de diputat al Parlament de Catalunya (d'ençà 1984). El 1995 es convertí en el candidat a la presidència de la Generalitat de Catalunya pel PSC-PSOE, que no aconseguí. Durant la V legislatura del Parlament de Catalunya (1995-1999) fou president del grup parlamentari socialista i portaveu del mateix grup la VI legislatura 1999 - 2003.

## L'etapa al govern (2003-2010)
L'any 2003 va formar part del govern de Pasqual Maragall (PSC) com a conseller del departament de Política Territorial i Obres Públiques de la Generalitat de Catalunya i fou nomenat portaveu del govern. Exercia de número 4 del govern, després de Josep-Lluís Carod-Rovira (ERC) (fins a la seva dimissió el 2004 per l'afer de Perpinyà), Josep Bargalló (ERC) i Joan Saura (ICV), artífexs de l'anomenat govern tripartit. El 2005, Nadal hagué d'abordar, com a conseller, la crisi del Carmel, provocada per l'enfonsament d'una edificació d'aquest barri barceloní, a causa de les obres d'allargament de la línia 5 del metro i que va portar a l'afectació i desallotjament de 84 edificis més. El partit de l'oposició, Convergència i Unió, liderat per Artur Mas, demanà la dimissió de Nadal en tant que conseller responsable de la seguretat de les obres, mentre que el govern tripartit en pes acusava CiU de la mala planificació d'una obra que el seu partit havia començat sota el darrer govern de Jordi Pujol. A la fi, el govern donà la seva confiança a Nadal. Sota l'empenta del departament que dirigia, Nadal va impulsar i aprovar el Pla d'Infraestructures de Transport de Catalunya, que ha de regular totes les noves infraestructures –viàries i ferroviàries– de Catalunya fins al 2026. Dins el PITC s'inclou l'anomenat eix transversal ferroviari que, seguint un traçat similar a l'Eix Transversal viari del govern de Jordi Pujol, ha de vertebrar la Catalunya central amb les terres de Lleida i Girona. També en aquesta etapa es van aprovar i impulsar la Llei de barris (2004), la Llei del paisatge (2005), el Pla director del sistema costaner (2005) i la Llei d'urbanitzacions (2009), així com els set Plans territorials parcials de Catalunya pendents des de 1987.
Amb la ruptura de l'anomenat govern tripartit causada el maig de 2006 per l'expulsió dels consellers d'ERC, Nadal va passar a dirigir el departament de la Presidència i la part de Societat de la Informació (abans agrupada juntament amb universitats i recerca en un sol departament), fins al final del govern 2003-2006.
Joaquim Nadal va ser revalidat en el càrrec de conseller de política territorial i obres públiques en el  govern de José Montilla el 29 de novembre de 2006. Tanmateix, com que se suprimí el càrrec de portaveu del govern, Nadal ja no exercí aquesta funció.
Una de les fites assolides que Nadal es va proposar en els seus mandats ha estat l'aprovació dels set plans territorials de Catalunya.
Amb la tornada de Convergència i Unió al govern català, Joaquim Nadal deixà de ser, el 29 de desembre de 2010, conseller del Departament política territorial i obres públiques, departament que canvià de nom a Departament de Territori i Sostenibilitat i que Lluís Recoder i Miralles (CiU) dirigí fins al 27 de desembre de 2012, data en què fou substituït per Santi Vila.
Després dels mals resultats del PSC a les Eleccions al Parlament de Catalunya de 2010 amb José Montilla com a candidat a la Presidència de la Generalitat, Joaquim Nadal és nomenat Cap de l'Oposició, ja que Montilla va renunciar al seu escó al Parlament. Al final de la novena legislatura de la Catalunya autonòmica, Nadal és substituït per Xavier Sabaté.
El 29 de juliol de 2013 va anunciar que encapçalaria una plataforma unitària pel dret de decidir a la ciutat de Girona perquè defensa «el compromís cívic, la cohesió social, la llibertat de les persones i la democràcia». Formà part del corrent del PSC Moviment Catalunya, fins que l'octubre del 2015 abandonà el partit després de 35 anys.

## Activitat acadèmica i publicacions
Quant a la seva activitat acadèmica Nadal ha exercit intermitentment la docència a les universitats de Liverpool (1970-1972), Autònoma de Barcelona (1972-1992) i Girona (d'ençà 1992), i ha dedicat els seus treballs de recerca al segle xviii català (La introducción del catastro en Gerona, UB, 1970), a la història econòmica espanyola del segle xix (Comercio exterior con Gran Bretaña, 1777-1914, Madrid, Instituto de estudios fiscales, 1981) i a la història local, tot concentrant-se en aportacions diverses a la història de Girona (La revolución de 1868 en Gerona, Cambra de comerç, 1971). El 1982 va codirigir amb el professor Philippe Wolff una Història de Catalunya (en francés, Privat de Tolosa i català, Oikos-Tau). El 2013 es va reincorporar com a docent a la Universitat de Girona i des del 2013 és director de l'Institut Català de Recerca en Patrimoni Cultural. Nadal ha publicat diversos llibres, com ara Municipi i Ciutat. Girona com a exemple (1988), Girona. Mirant el present, pensant el futur (1991), Girona, ciutat viva i de colors (1999), La Catedral de Girona (2003), Catalunya, Catalanisme i Socialisme (2003) i ha tingut cura també de l'edició de l'obra d'Emili Grahit i Papell Memorias de un ex-alcalde gerundense (2003). Les últimes publicacions són Vides amb nom (2005), un recull de gran part dels seus articles biogràfics publicats a la premsa escrita, Dietari 2003. Apunts d'un any electoral (2006), Discursos i conferències (2006), Quaderns de viatge (2006), Per a una Història de Girona. Una bibliografia bàsica (2008), Escrit a l'aigua. L'escuma dels dies. Escrits des del Govern (2008), Moments de Girona (2009). El futur comença ara. Converses sobre les comarques de Girona, (coautor amb Pia Bosch, 2010). Inscrit a la pedra i a la memòria. Escrits des del Govern 2008-2010 (2010). Noves vides amb nom (2011). Segon llibre de família (2011). Fent tentines per la vida (2013). Testimoni de càrrec. Vint anys al servei de Catalunya 1993-2012 (2014). Patrimoni i guerra. Girona 1936-1940. Coautor amb Gemma Domènech (2015).Joan Subias Galter (1897-1984). Dues vides i una guerra (Institut d'Estudis Catalans, 2016). Conjuntament amb Rosa Maria Gil i Tort ha publicat Rafael Masó, arqueòleg (Girona, Ajuntament, 2017). És autor també de Catalunya, mirall trencat (Barcelona, Ed. Pòrtic, 2018), de República i guerra civil a Girona. Estudis i documents. (Girona, ICRPC, 2018) i d'Històries d'alcalde (1979-2002) (Cassà, Ed. Gavarres, 2019). El 2020, en motiu del centenari del Grup Excursionista i Esportiu Gironí, va dirigir l'edició del llibre El GEiEG i Girona. Girona i el GEiEG (Girona, Ajuntament, 2020). L'abril de 2021 va veure la llum el tercer volum dedicat a perfils biogràfics, editat per Pagès Editors, amb el nom de Noms d'una vida. En ell l'autor presenta 76 articles dedicats a 67 persones escollides per la seva vàlua personal, professional o intel·lectual. El mes següent, juny de 2021, va sortir l'edició de l'aplec de testimonis del final de la guerra civil i l'inici de l'exili, recollits en els escrits de trenta-cinc personatges significats del país, que visqueren aquests tràngol a Girona i que Nadal ha seleccionat i posat en context: Girona, 1939: porta de l'exili. Escrits del final de la Guerra Civil. (L'Avenç, 2021) També a finals de 2021 es va presentar Joan Pericot Garcia. Història de la meva infància (1907-1918) unes petites memòries amb edició, introducció i notes de Josep Clara i Joaquim Nadal, publicades per l'ICRPC i Documenta Unversitària.
El 2022 ha sortit el documentat estudi de Nadal titulat L'exposició de Paris (1937). L'art medieval català a París durant la Guerra Civil espanyola, on l'autor presenta en tota la seva complexitat i abast la gesta de salvació del patrimoni català i al mateix temps la seva difusió a nivell internacional. Aquest volum ha estat editat pel Centre d'Història Contemporània.
El 2023 va publicar Confitura de vidre (Univers), un llibre de reflexions i records personals.
El 2019 va ser nomenat doctor honoris causa per la Universitat de Perpinyà.
Forma part del jurat del Premi Carles Rahola d'assaig, i des de la convocatòria 2020 ha estat nomenat president del jurat del premi Iluro.

## Fons Joaquim Nadal i Farreras
El Dr. Joaquim Nadal, primer alcalde democràtic de la ciutat de Girona i catedràtic de la Universitat de Girona (UdG) va fer donació del seu Fons documental i bibliogràfic a l'Arxiu Municipal de Girona per un conveni signat el 14 d'abril de 2007. Una part de la col·lecció bibliogràfica, amb el nom de biblioteca especialitzada, va ser cedida a la Biblioteca de la UdG, procedent de l'Arxiu Històric de la ciutat de Girona, on constituí el Fons Joaquim Nadal i Farreras de la UdG. El Fons es presentà públicament en un acte el dia 10 de juliol de 2013, a la sala Gòtica de la Biblioteca del Campus Barri Vell i el mes d'octubre següent s'inicià la seva catalogació. Està format per documents, principalment de temàtica històrica, reunits al llarg de la seva trajectòria com a historiador i docent. El febrer de 2014 la biblioteca va rebrer un segon donatiu. En total, el fons està format per més de 1.600 volums.
La suma d'aquest llegat al dels Fons Jaume Vicens Vives, Pierre Vilar, Joan Reglà, Jordi Nadal, Ramon Garrabou i Lluís Maria de Puig, confereixen a la UdG una gran rellevància com a centre per a la investigació històrica i historiogràfica a Catalunya.